# Liutprando de Cremona
Liutprando de Cremona (Liudprand o Luitprando), latinizado Liutprandus Cremonensis (h. 922-972),fue un historiador de los lombardos y obispo de Cremona, nació a comienzos del siglo X de familia noble.
En 931 entró al servicio de Hugo de Arlés, como rey de Italia, en la corte de Pavía. Tras la muerte de este en 947, Liutprando pasó a ser secretario del verdadero gobernante de Italia, Berengario II de Ivrea, para quien fue canciller y luego embajador (949) en la corte bizantina de Constantino VII Porfirogeneta.
A su vuelta, perdió el favor de la corte de Pavía, y se pasó al bando del oponente de Berengario, el emperador Otón I, que fue rey de Italia a la muerte de Lotario II de Italia en 950, y con quien volvió a Italia en 961 y fue investido obispo de Cremona en 962. 
Volvió a ser enviado a Constantinopla, con el fin de pedir para el joven Otón (que luego fue el emperador Otón II) la mano de Teófano, hija del emperador bizantino Romano II.
Su relato de esta embajada en la Relatio de Legatione Constantinopolitana es quizá la descripción más gráfica y vívida que nos ha llegado de la corte y la capital bizantina en el siglo X, aunque no deja de relatar las ofensas recibidas y la dignidad herida, con una postura muy partidista antibizantina.
A Liutprando, obispo de Cremona, atribuyó el falsario jesuita toledano Jerónimo Román de la Higuera uno de sus «falsos Cronicones».

## Obras
- Antapodosis, seu rerum per Europam gestarum, Libri VI, una narración histórica de los hechos acaecidos, sobre todo en Italia, de 887 a 949.
- Historia Ottonis, una loa de su patrón el emperador Otón I, que cubre los años 960–64.
- Relatio de legatione Constantinopolitana ad Nicephorum Phocam que cubre los años de su embajada a la capital bizantina, 968–69.